# Liste der Kulturdenkmale in Westdorf
Die Liste der Kulturdenkmale in Westdorf enthält die Kulturdenkmale des Landesamtes für Denkmalpflege und Archäologie in Sachsen-Anhalt im Ortsteil Westdorf der Gemeinde Aschersleben und ist eine Teilliste der Liste der Kulturdenkmale in Aschersleben. Grundlage ist das Denkmalverzeichnis des Landes Sachsen-Anhalt, das auf Basis des Denkmalschutzgesetzes des Landes Sachsen-Anhalt, welches am 21. Oktober 1991 durch das Landesamt erstellt und seither laufend ergänzt wurde (Stand: 31. Dezember 2022).

## Legende
In den Spalten befinden sich folgende Informationen:
- Lage: Nennt den Straßennamen und wenn vorhanden die Hausnummer des Kulturdenkmals. Die Grundsortierung der Liste erfolgt nach dieser Adresse. Der Link „Karte“ führt zu verschiedenen Kartendarstellungen und nennt die geographischen Koordinaten.
Link zu einem Kartenansichtstool, um Koordinaten zu setzen. In der Kartenansicht sind Baudenkmale ohne Koordinaten mit einem roten bzw. orangen Marker dargestellt und können in der Karte gesetzt werden. Baudenkmale ohne Bild sind mit einem blauen bzw. roten Marker gekennzeichnet, Baudenkmale mit Bild mit einem grünen bzw. orangen Marker.
- Offizielle Bezeichnung: Nennt den Namen, die Bezeichnung oder zumindest die Art des Kulturdenkmals und verlinkt, soweit vorhanden, auf den Artikel zum Objekt.
- Beschreibung: Nennt bauliche und geschichtliche Einzelheiten des Kulturdenkmals, vorzugsweise die Denkmaleigenschaften.
- Erfassungsnummer: Für jedes Kulturdenkmal wird in Sachsen-Anhalt eine 20stellige Erfassungsnummer vergeben. Die letzten zwölf Ziffern werden für die Untergliederung nach Teilobjekten genutzt und werden nur angegeben, soweit vergeben. In dieser Spalte kann sich folgendes Icon  befinden, dies führt zu Angaben zu diesem Baudenkmal bei Wikidata.
- Ausweisungsart: Die Einordnung des Denkmales nach § 2 Abs. 2 DenkmSchG LSA
- Bild: Ein Bild des Denkmales, und gegebenenfalls einen Link zu weiteren Fotos des Kulturdenkmals im Medienarchiv Wikimedia Commons. Wenn man auf das Kamerasymbol klickt, können Fotos zu Kulturdenkmalen aus dieser Liste hochgeladen werden:

## Kulturdenkmale
| Lage                                                                                                | Bezeichnung | Beschreibung     | Erfassungs- nummer | Ausweisungsart | Bild           |
| --------------------------------------------------------------------------------------------------- | ----------- | ---------------- | ------------------ | -------------- | -------------- |
| Feldweg von Westdorf nach Ermsleben, auf der südlichen Wegseite, ca. 1 km vom Dorf entfernt (Karte) | Kreuz       |                  | 094 95731          | Kleindenkmal   | Weitere Bilder |
| Alter Gutshof 1 (Karte)                                                                             | Gutshof     |                  | 094 81351          | Baudenkmal     | BW             |
| Am Wasser 1 (Karte)                                                                                 | Pfarrhof    |                  | 094 81347          | Baudenkmal     | BW             |
| Schulweg (Karte)                                                                                    | Kirche      | St. Georg        | 094 81350          | Baudenkmal     | Weitere Bilder |
| Zum Einetal 11 (Karte)                                                                              | Wohnhaus    | Deutscher Kaiser | 094 81348          | Baudenkmal     | BW             |
| Zum Einetal 26 (Karte)                                                                              | Bauernhof   |                  | 094 81349          | Baudenkmal     | BW             |